# Wieck (krater)
För andra betydelser, se Wieck.
Wieck är en nedslagskrater på planeten Venus. Wieck har fått sitt namn efter den tyska tonsättaren Clara Schumann.
Kratern har en diameter på ungefär 20 km.